# عدلب (السياني)

تعديل مصدري - تعديل

عدلب محلة تابعة لقرية عطبة، التابعة لعزلة الهادس بمديرية السياني إحدى مديريات محافظة إب في الجمهورية اليمنية.، بلغ تعداد سكانها 25 حسب تعداد اليمن لعام 2004.